# 正法寺 (京都市東山区)
正法寺（しょうぼうじ）は、京都市東山区にある時宗の寺院。山号は霊山（りょうぜん）または霊鷲山。この一帯を霊山とよぶのは当寺山号に由来している。院号は無量寿院。本尊は釈迦如来。旧時宗霊山派本寺（近世）。旧時宗大本山（近代）。

## 歴史
この寺は、最澄の開山により創建された天台宗の寺院に始まると伝えられる。はじめは霊山寺と称し、光孝天皇・宇多天皇の勅願所となった。鎌倉時代初期には法然がこの寺で別時念仏を修したという。その後荒廃していたが、1383年（永徳3年）に時宗の僧国阿が再興して正法寺と改め時宗の寺院となった。室町幕府3代将軍足利義満の帰依を受け寺運は興隆した。江戸時代には時宗十二派の「霊山派」の本寺とされ、江戸幕府から朱印状を与えられ、塔頭十余宇を有したが、明治以降衰退し、現在は本堂（釈迦堂）・庫裏などを残すのみとなった。
また、当時正法寺で授けたお札は「柏のお札」といって柏の葉の形の中に「伊勢熊野参詣輩」「許永代汚穢」（永代の汚穢を許す）の文言が刷られていた。

## 所在地
- 京都府京都市東山区清閑寺霊山町35